# Ascochyta stellariae
Ascochyta stellariae är en svampart som beskrevs av François Fautrey 1896. 
Ascochyta stellariae ingår i släktet Ascochyta, ordningen Pleosporales, klassen Dothideomycetes, divisionen sporsäcksvampar och riket svampar. Inga underarter finns listade i Catalogue of Life.